# Jean-Louis de Franc d'Anglure
Jean Louis de Franc d'Anglure, né le 23 juin 1741 à Magnières (Meurthe-et-Moselle), mort le 8 mai 1814, est un général de division de la révolution française.

## États de service
Colonel de dragon, il est promu maréchal de camp le 1er janvier 1784, et général de division le 6 février 1792. Il sert à l’armée du centre sous les ordres du général Lafayette. Le 22 avril 1792, il commande la division militaire à Nancy, puis il devient suspect comme noble. Il est suspendu et autorisé à prendre sa retraite.
Il meurt le 8 mai 1814. 

## Sources
- (en) « Generals Who Served in the French Army during the Period 1789 - 1814: Eberle to Exelmans »
- Jean Louis de Franc d'Anglure  sur roglo.eu
- Docteur Robinet, Jean-François Eugène et J. Le Chapelain, Dictionnaire historique et biographique de la révolution et de l'empire, 1789-1815, volume 1, Librairie Historique de la révolution et de l’empire, 900 p. (lire en ligne), p. 825.
- Côte S.H.A.T.: 3 YD 1276